# Городнянский маслодельный завод
Городнянский маслодельный завод — предприятие пищевой промышленности в городе Городня Городнянского района Черниговской области Украины.

## История
Маслодельный завод на окраине посёлка городского типа Городня был построен и введён в эксплуатацию в 1929 году в соответствии с первым пятилетним планом развития народного хозяйства СССР. В ходе индустриализации 1930х годов он был реконструирован с увеличением производственных мощностей, в результате уже в 1932 году себестоимость производства сливочного масла снизилась в 3,5 раза.
В ходе Великой Отечественной войны, 28 августа 1941 года Городня была оккупирована наступавшими немецкими войсками, 24 сентября 1943 года два полка 149-й стрелковой дивизии РККА совместно с партизанами освободили райцентр, но все промышленные предприятия посёлка (в том числе, маслозавод) были разрушены отступавшими немецкими войсками.
К концу 1943 года маслозавод был восстановлен и в 1944 году по объёму производства занял третье место в СССР. 
В 1954 году на маслозаводе были установлены две поточные линии и открыт новый цех, в 1961 - 1962 гг. все промышленные предприятия Городни (в том числе, маслозавод) подключили к единой электросети. В результате, с 1959 до 1965 года объемы производства выросли вдвое.
По состоянию на начало 1972 года завод выпускал сливочное масло и сухое молоко.
В целом, в советское время маслозавод входил в число крупнейших предприятий города.
После провозглашения независимости Украины государственное предприятие было преобразовано в открытое акционерное общество, позднее оно было реорганизовано в закрытое акционерное общество.

## Современное состояние
Завод производит пастеризованное молоко, сыр "чеддер" и сливочное масло.